# Pew Research Center
Le Pew Research Center est un centre de recherche (think tank) américain qui fournit des statistiques et des informations sociales sous forme de démographie, sondage d'opinion, analyse de contenu. Son siège social est à Washington, D.C. et ses activités sont financées par le Pew Charitable Trusts. Le Pew Research Center est connu pour son Pew-Templeton Global Religious Futures project. Ce projet analyse les changements religieux mondiaux et leurs effets sur les sociétés, avec des études approfondies sur plus de cent pays. Ce partenariat est cofinancé par la fondation John-Templeton,,.

## Divisions de recherche
Le Pew Research Center accomplit sa mission à travers sept divisions :
- U.S. Politics & Policy (Politique et législation américaines) ;
- Journalism & Media (Journalisme et médias) ;
- Internet, Science & Tech (Internet, sciences et technologies) ;
- Religion & Public Life (Religion et vie publique) ;
- Hispanic Trends (Tendances de la population hispano-américaine) ;
- Global Attitudes & Trends (Approches et tendances dans le monde) ;
- Social & Demographic Trends (Tendances sociales et démographiques).